# Qufu
Qufu (chinês: 曲阜, pinyin: Qūfù, Wade–Giles: Ch'ü1-fu4) é uma cidade do sudoeste da província de Shandong, na República Popular da China. É a cidade natal de Confúcio, que, tradicionalmente, se acredita ter nascido nas proximidades do Monte Ni. A cidade possui inúmeros palácios históricos, templos e cemitérios. Os três mais famosos locais culturais da cidade, conhecidos coletivamente como San Kong (三孔), ou seja, "Os Três [Sítios] de Confúcio", são o Templo de Confúcio ((chinês: 孔庙, pinyin: Kǒngmiào), o Cemitério de Confúcio (chinês: 孔林, pinyin: Kǒnglín) e a Mansão da Família Kong (chinês: 孔府, pinyin: Kǒngfǔ). Juntos, estes três locais foram listados como Património Mundial da UNESCO desde 1994.

## Localização Geográfica
Qufu situa-se geograficamente na zona sul da província de Shandong, na República Popular da China.
A sua localização estende-se entre as latitudes 35⁰29’-34⁰49’N e as longitudes 116⁰51’-117⁰12’E.
Em termos de localização dentro de Shandong, considera-se ainda que Qufu se encontra numa área de transição entre a zona montanhosa do sul e a grande planície do ocidente da província de Shandong.
Em termos mais específicos, Qufu encontra-se a sul do Monte Taishan e a Norte dos Monte Fu e Monte Duo. A Este, encontramos o Monte Ni e o Monte Fang.
Como referido anteriormente, a Oeste podemos encontrar a grande planície eminentemente agrícola da província de Shandong.

## Clima
Qufu situa-se na zona temperada da China. O seu clima é ameno e tem quatro estações bem definidas, típicas de um clima de monção continental. 
A temperatura média anual é de 13,6⁰C, sendo Janeiro o mês mais frio do ano, com uma temperatura média de -7⁰C, e Julho o mais quente, com uma temperatura média de 26,8⁰C. 
O número médio de horas de horas de sol anual é 2 468 horas. Maio é o mês que regista maior número de horas, 262, e Fevereiro o que regista menos, com um total de 106 horas.
No que diz respeito ao nível de precipitação, a média anual está nos 691 milímetros, maioritariamente concentrados em Junho, Julho e Agosto, representando, estes três meses, 65% da pluviosidade anual total.

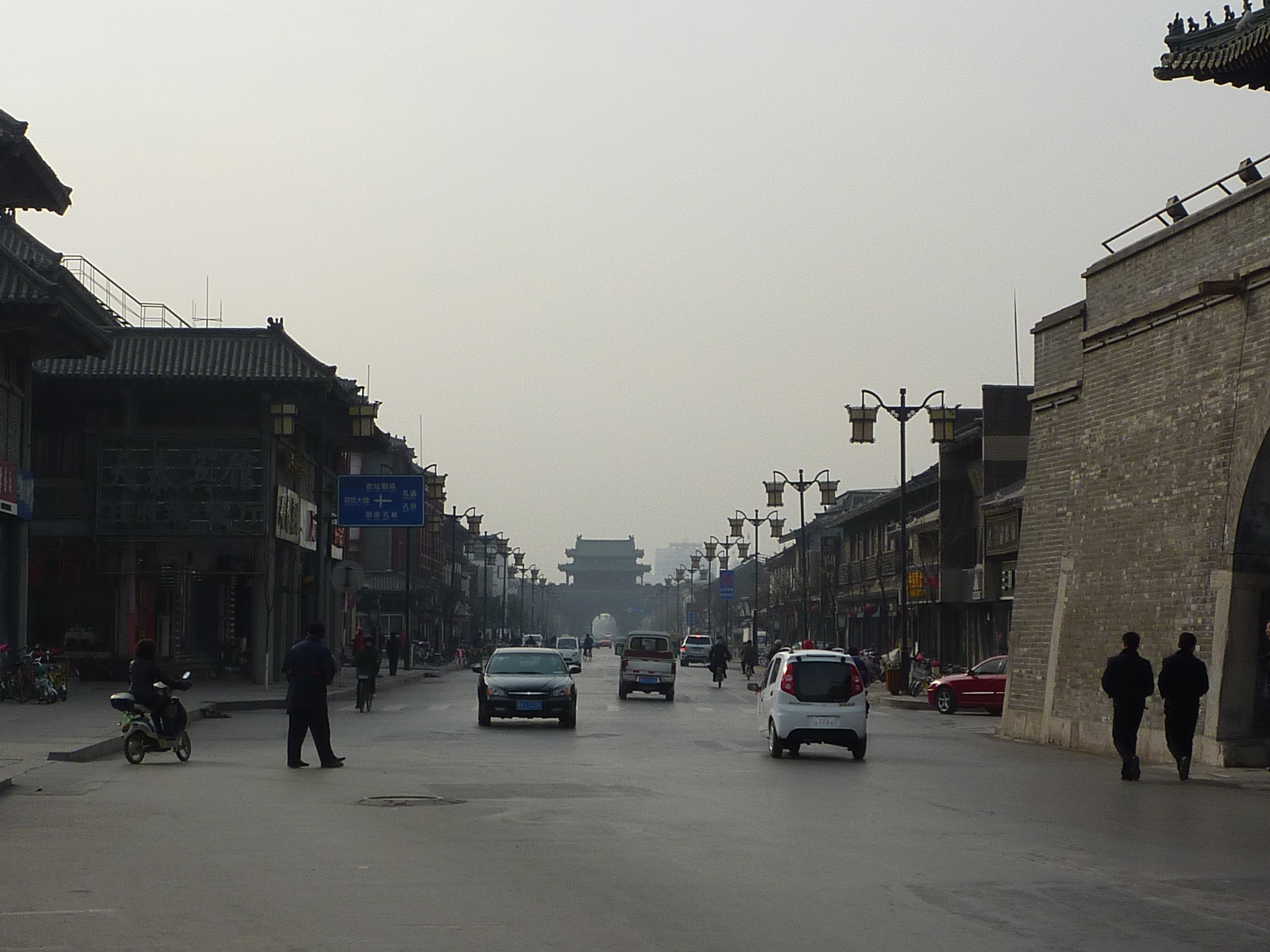
Portão norte da entrada da cidade

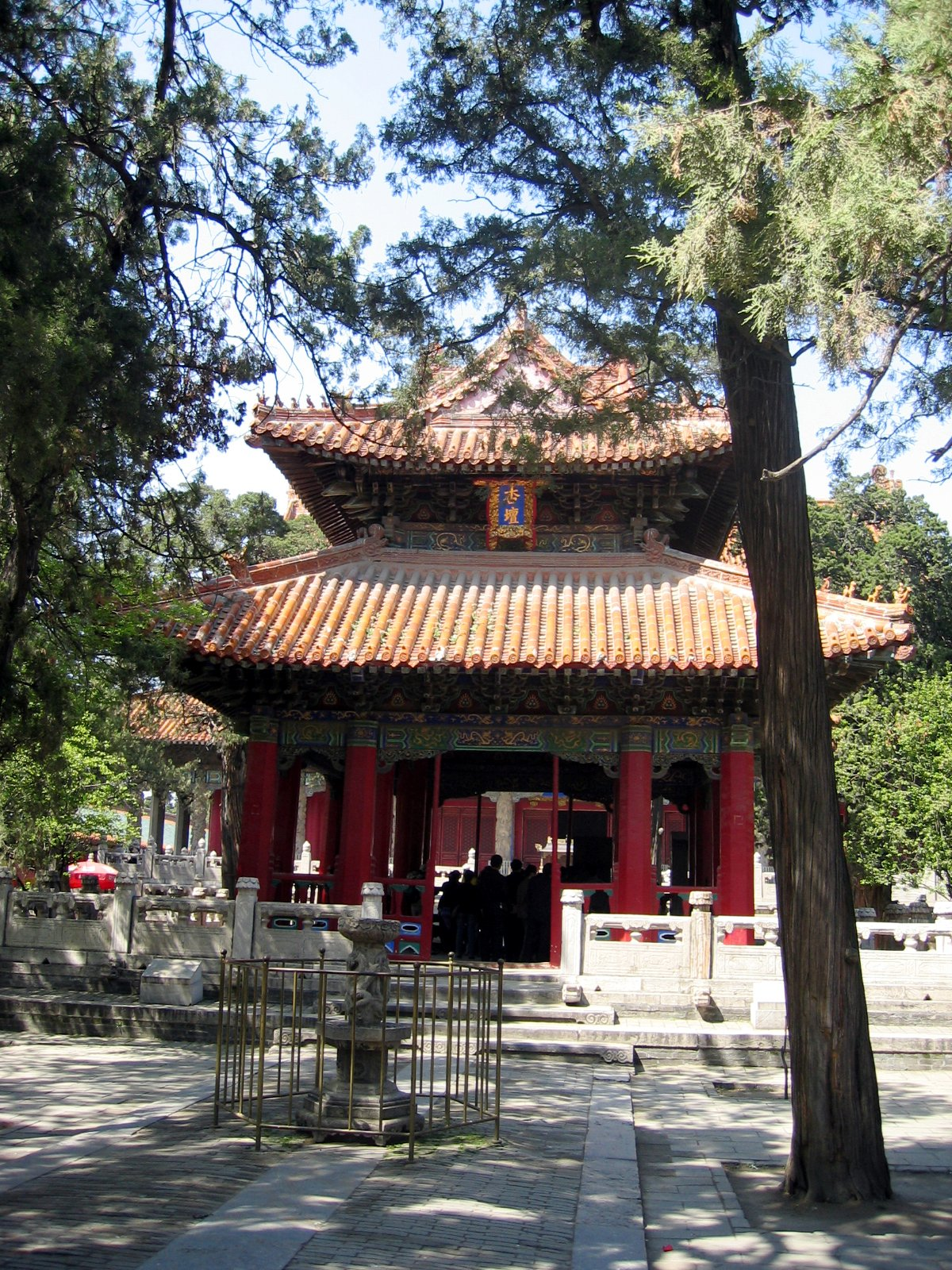
Templo de Confúcio (plataforma).